# The Mothering Heart
The Mothering Heart er en amerikansk stumfilm fra 1913 af D. W. Griffith.

## Medvirkende
- Walter Miller som Joe
- Lillian Gish
- Kate Bruce
- Viola Barry
- Charles West